# MAN SG 220
MAN SG 220 – przegubowy autobus standardowy VÖV zaprojektowany i wytwarzany w Maschinenfabrik Augsburg-Nürnberg (MAN) w Republice Federalnej Niemiec w latach 1978–1983 oraz na licencji w latach 1979–1991 w Avtomontažy w Socjalistycznej Republice Słowenii. Produkowano odmiany z dwoma, trzema i czterema drzwiami oraz o dwóch różnych długościach.

## Oznaczenie
Oznaczenie modelu określa typ, serię, długość i liczbę drzwi:
| Typ                                                     | Seria   | Długość                 | Liczba drzwi                        |
| ------------------------------------------------------- | ------- | ----------------------- | ----------------------------------- |
| SG = StandardGelenkbus (standardowy autobus przegubowy) | 220 310 | 16,5 = 16,5 m 18 = 18 m | 2 = 2 drzwi 3 = 3 drzwi 4 = 4 drzwi |

Stąd np. SG 220-18-3 to przegubowy autobus o długości 18 m z trzema drzwiami. Możliwe położenie drzwi (patrząc od frontu na bok):
1. pomiędzy przednią szybą a przednią osią,
2. przed środkową osią,
3. pomiędzy przegubem a tylną osią,
4. za tylną osią.

SG 220 i 310 były wysokopodłogowymi autobusami z napędem na środkową oś. Napęd stanowił silnik spalinowy MAN D2566 MLUM/US o mocy 305 KM (224 kW).

## Galeria

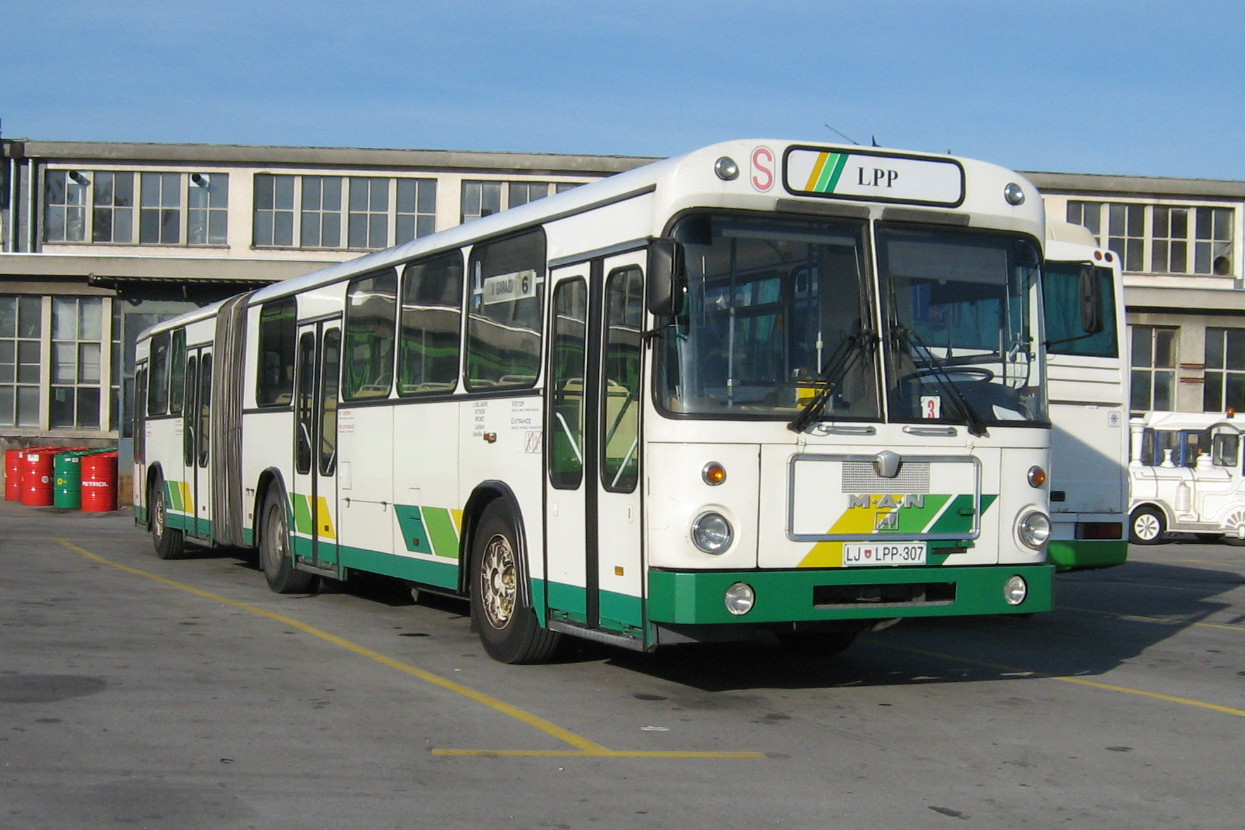
MAN SG 220 (Avtomontaža) w Lublanie
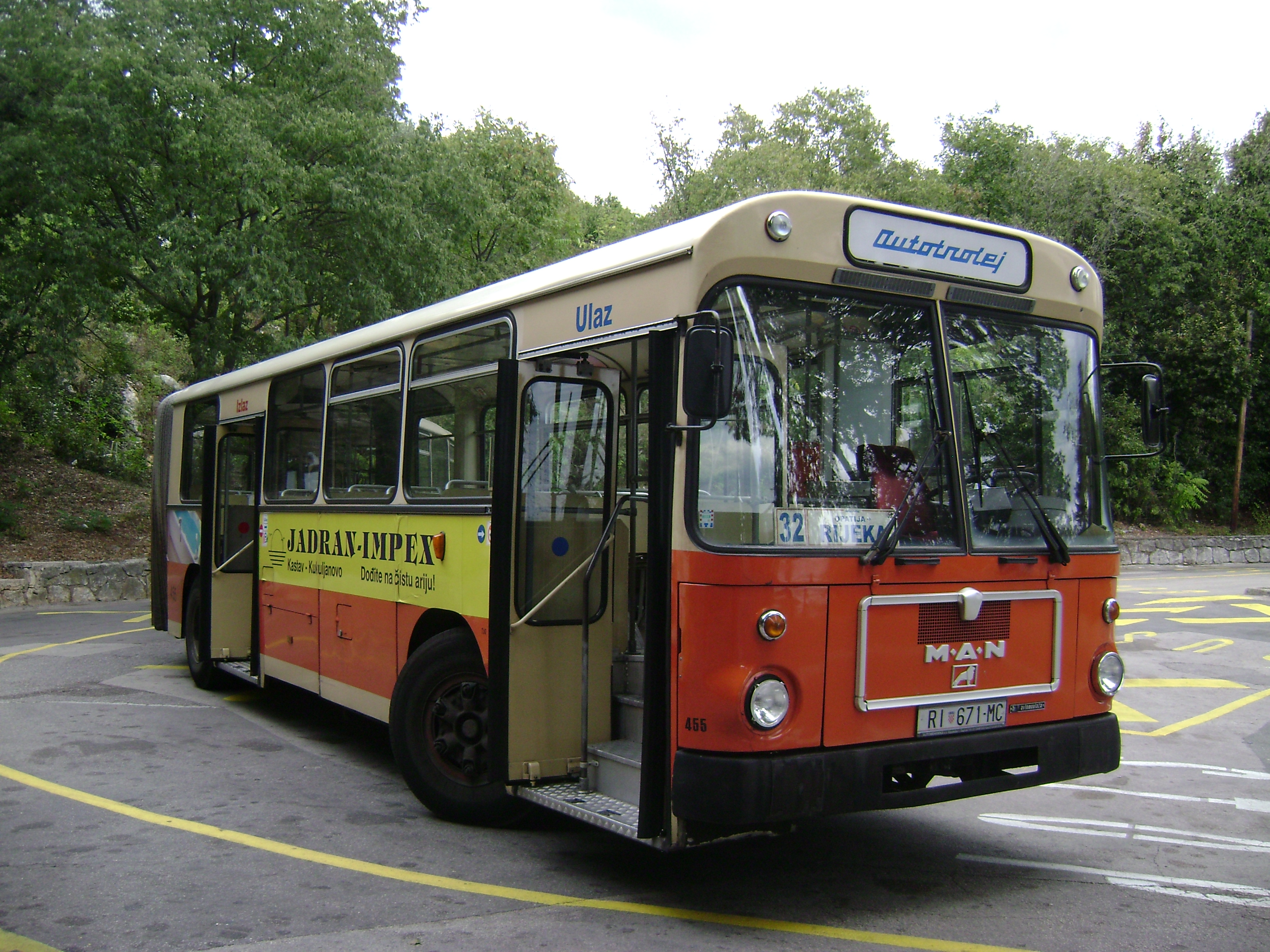
MAN SG 220 (Avtomontaža) w Rijece
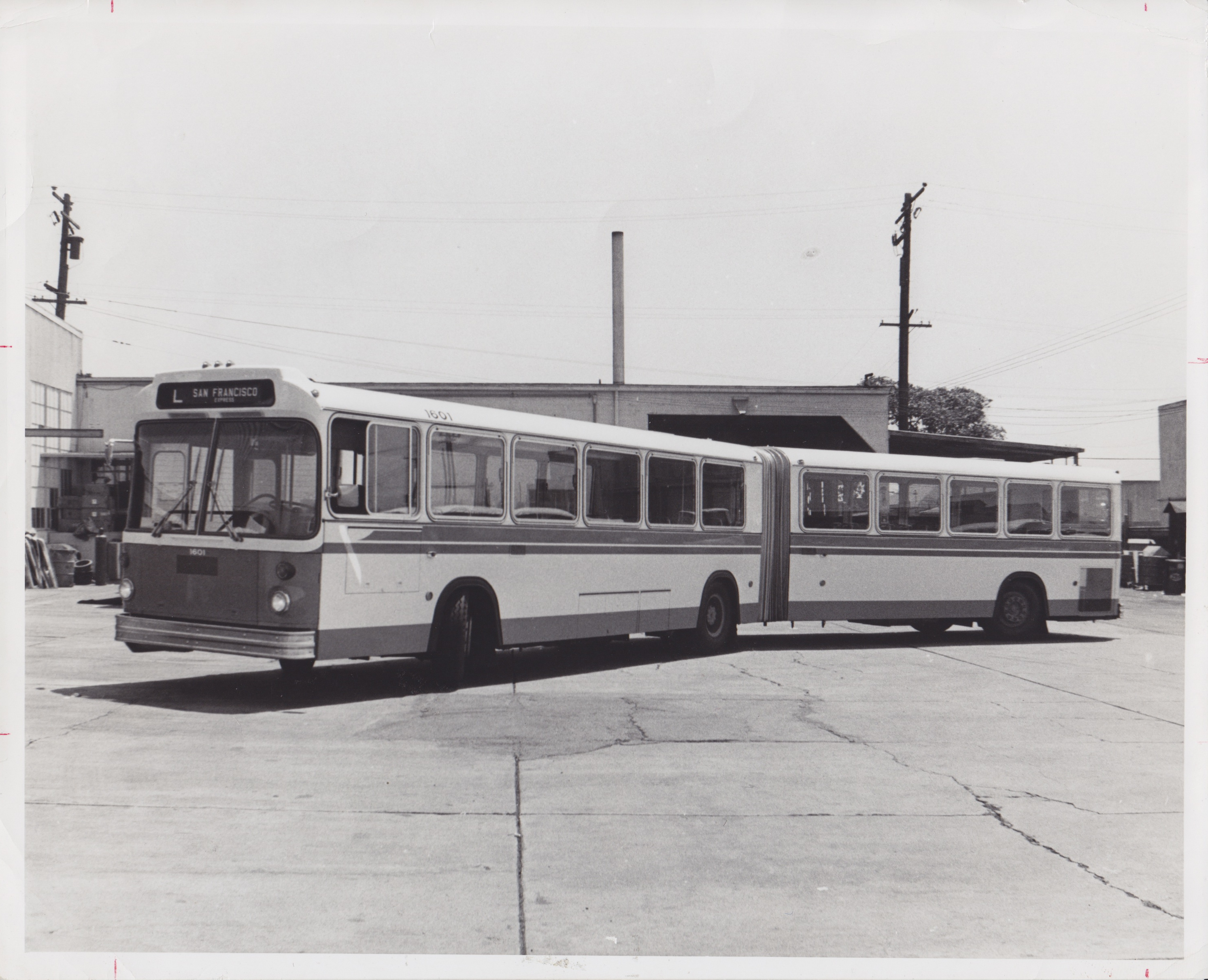
MAN SG 220 w San Francisco